# SPD Schleswig-Holstein
Die SPD Schleswig-Holstein ist der Landesverband der SPD in Schleswig-Holstein.
Von 1946 bis 1950 und von 1988 bis 2005 stellte die SPD die Ministerpräsidenten: Hermann Lüdemann, Bruno Diekmann, Björn Engholm und Heide Simonis. Von 2005 bis 2009 war sie als „Junior-Partner“ im Kabinett Carstensen I an der Regierung beteiligt. Von  Juni 2012 bis Juni 2017 stellte sie mit Torsten Albig erneut den Ministerpräsidenten.

## Organisation

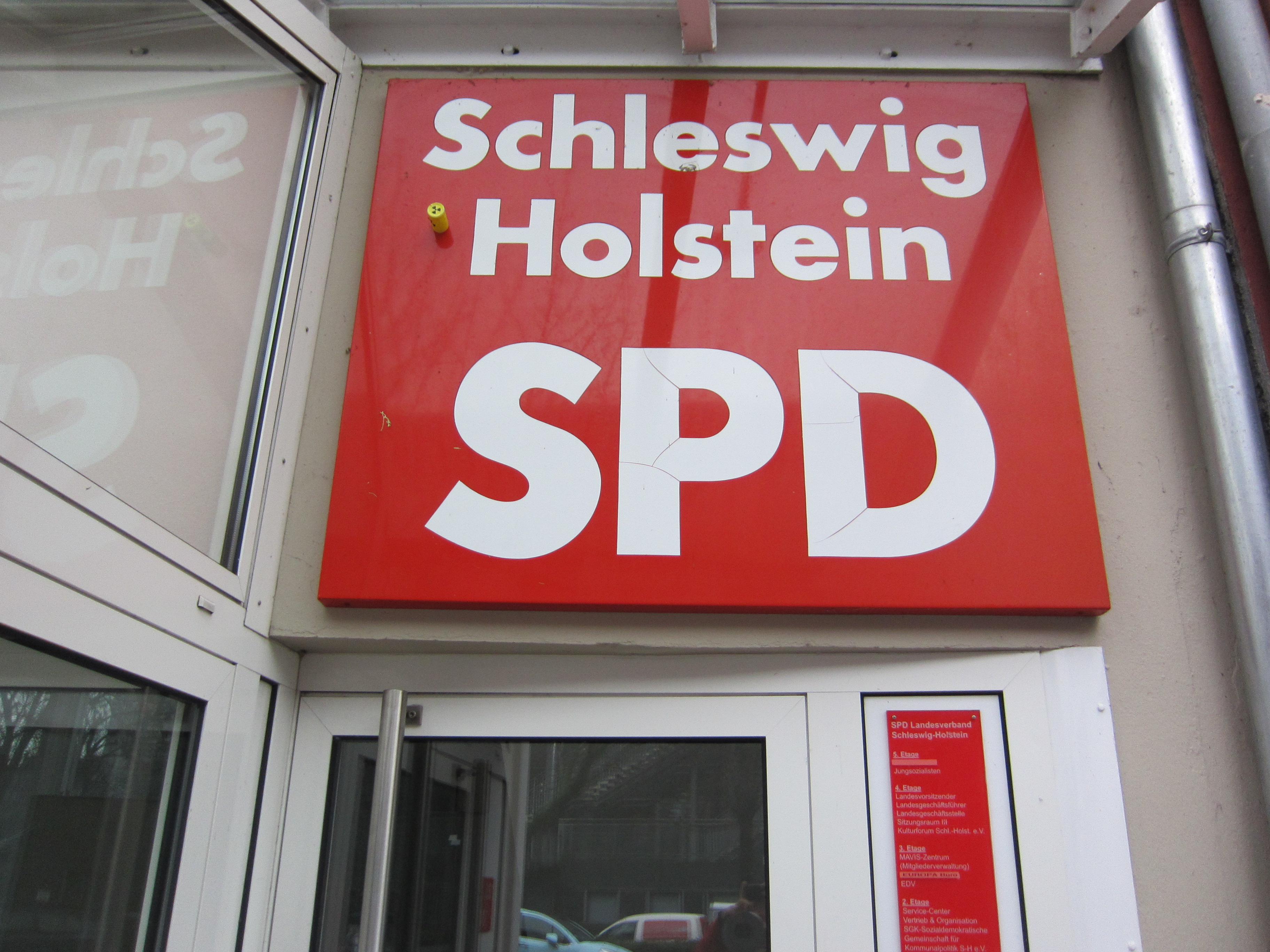
Zentrale der SPD Schleswig-Holstein in Kiel

### Ortsvereine und Kreisverbände
Die SPD Schleswig-Holstein besteht aus über 400 Ortsvereinen, die in 15 Kreisverbänden analog zu den Landkreisen oder kreisfreien Städten in Schleswig-Holstein organisiert sind.

### Der Landesparteitag
Der Landesparteitag ist das oberste Organ des SPD-Landesverbands. Hier werden programmatische Entscheidungen getroffen und der Vorstand gewählt. Er setzt sich aus den von Kreisparteitagen gewählten 200 Delegierten zusammen. Die Verteilung der Mandate erfolgt nach der Mitgliederzahl, die Berechnung der Delegierten pro Kreisverband erfolgt nach dem Hare/Niemeyer-Verfahren. Zusätzlich entsenden die Arbeitsgemeinschaften (Jusos, AsF, AfA, ASG, AGS, AfB, ASJ und AG 60 plus) jeweils zwei Delegierte, die auf den Landeskonferenzen der Arbeitsgemeinschaften gewählt werden.
Die vom Landesvorstand eingesetzten Foren und Projektgruppen haben Antragsrecht auf Landesparteitagen und können je einen Delegierten mit beratender Stimme entsenden.

### Landesparteirat
Der Landesparteirat („Kleiner Parteitag“) besteht aus 55 stimmberechtigten Mitgliedern aus Kreisverbänden und Arbeitsgemeinschaften und ist das höchste beschlussfassende Organ der SPD Schleswig-Holsteins zwischen den Landesparteitagen. Die Vorsitzenden des Landesparteirates sind Niclas Dürbrook und Katrin Fedrowitz.

### Der Landesvorstand
Der Landesvorstand besteht aus der beziehungsweise dem Vorsitzenden, zwei Stellvertreterinnen oder Stellvertretern, dem Schatzmeister und sieben Beisitzern. Derzeitige Landesvorsitzende ist Serpil Midyatli. Ein Doppelspitze ist aber möglich.

### Arbeitsgemeinschaften
In der SPD Schleswig-Holstein gibt es neben den Ortsvereinen und Kreisverbänden die klassischen Arbeitsgemeinschaften. Sie sind auch regional nach Ortsarbeitsgemeinschaften, Kreisverbänden und Landesverband organisiert. Hierbei handelt es sich um die Jusos; die Arbeitsgemeinschaft sozialdemokratischer Frauen (AsF); die Arbeitsgemeinschaft der Senioren (AG 60 plus).
Des Weiteren gibt es noch die AfB, die AfA, die AGS, die AsJ und die ASG.
Die SPD Schleswig-Holstein hat 2008 auf einem Landesparteitag beschlossen, dass die Schwulen und Lesben in der SPD (Schwusos) den Status einer Arbeitsgemeinschaft haben sollen. Diese Position fand zunächst im November 2009 keine Mehrheit auf dem Bundesparteitag der SPD in Dresden, wurde jedoch auf dem 35. Parteitag in Berlin im Dezember 2011 angenommen. 2016 änderte die Bundes-Arbeitsgemeinschaft ihren Namen in „SPDqueer – Arbeitsgemeinschaft für Akzeptanz und Gleichstellung“.
2012 gründete sich in der SPD Schleswig-Holstein (wie auch in vielen anderen SPD-Landesverbänden) eine Arbeitsgemeinschaft Migration und Vielfalt.

### Foren
Neben den Arbeitsgemeinschaften sind in der Schleswig-Holsteinischen Sozialdemokratie verschiedene Foren aktiv, so gibt es das Umweltforum, Forum Familie und das Europa Forum.

## Geschichte

### Vorgeschichte

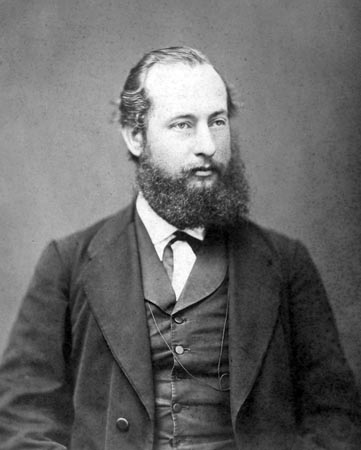
Wilhelm Hasenclever

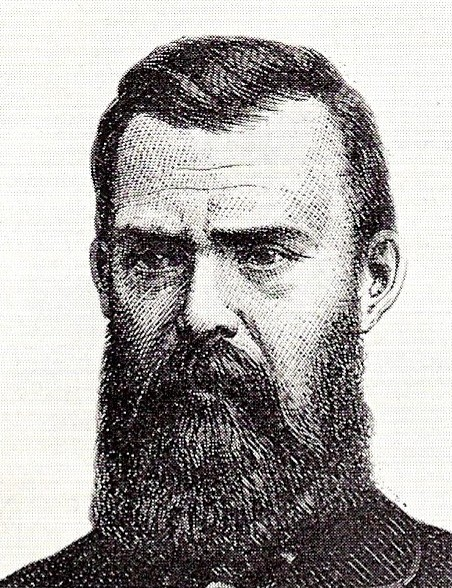
Otto Reimer

Die Geschichte der Sozialdemokratie begann auch auf dem Gebiet des heutigen Schleswig-Holstein mit der Gründung des Allgemeinen Deutschen Arbeitervereins 1863. Jedoch entstand erst nach dem Deutsch-Dänischen Krieg 1864 und dem Deutschen Krieg 1866 die preußische Provinz Schleswig-Holstein.
Seit dem 30. Mai 1864 fanden in Altona (damals die größte Stadt des Herzogtums Holstein) wöchentliche Sitzungen des ersten Arbeitervereins der Organisation von Ferdinand Lassalle statt. Mitte des Jahres zählte man 350 Besucher. Am 8. Juni 1865 erfolgte die Gründung in Kiel durch Karl von Bruhn, die innerhalb von vier Wochen 80 Mitglieder gehabt haben soll. Bei der Wahl zum Norddeutschen Reichstag am 12. Februar 1867 stellte man erstmals Kandidaten in einigen Wahlkreisen auf, erreichte aber nicht einmal Achtungserfolge. Die 1869 gegründete Sozialdemokratische Arbeiterpartei von August Bebel fand in Schleswig-Holstein nur sehr geringen Zuspruch. Nach der Reichsgründung erreichten beide sozialdemokratischen Organisationen zusammen 11.182 Stimmen bei der ersten Reichstagswahl 1871. Damit hatten die Genossen aus Schleswig-Holstein 10 % der sozialistischen Stimmen des ganzen Reiches geholt. Schleswig-Holstein war damit eine Hochburg der Sozialisten geworden, auch wenn kein Mandat erreicht werden konnte.
Bei der Reichstagswahl 1874 wurde die starke Stellung der Sozialdemokraten überdeutlich. In Schleswig-Holstein gelang es (unter dem Namen „Sozialistische Arbeiterpartei“), ein Drittel der abgegebenen Stimmen zu erzielen und erstmals zwei Reichstagsabgeordnete zu stellen. Wilhelm Hasenclever war im Wahlkreis Altona und Otto Reimer im Wahlkreis Oldenburg-Plön-Stormarn-Segeberg gewählt worden. Bei der Reichstagswahl 1877 konnten die Sozialdemokraten die beiden Mandate nicht verteidigen. Zwar fiel die Stimmenanzahl nur leicht von 44.593 auf 43.720, die anderen Parteien konnten ihre Stimmen jedoch stärker bündeln und damit nach dem Mehrheitswahlrecht die Mandate erringen.
Seit dem 1. Oktober 1877 erschien die „Schleswig-Holsteinische Volkszeitung“ als Parteizeitung. Mit einer Auflage von 2.200 Exemplaren war ihr Wirkungskreis jedoch gering.

### Sozialistengesetz und Neuanfang
Bei der Reichstagswahl 1878 erreichten die Sozialisten in Schleswig-Holstein nur noch 29.306 Stimmen. In diese Zeit fiel auch das Verbot der Sozialdemokratischen Vereine durch das Sozialistengesetz vom 19. September 1878, welches sich für die Partei als schwerer Einschnitt erweisen sollte. Um dem Vermögensverlust zu entgehen, hatten sich einige Vereine bereits vor einem Verbot selbst aufgelöst (z. B. der Kieler Volksverein am 9. Oktober 1878). Infolge des Verbots gründeten viele Sozialisten eine Reihe von Tarnvereinen, um ihre Organisation über das Verbot hinwegzuretten, und bildeten so eine Untergrundleitung, die jährliche Provinztagungen an wechselnden Orten unter freiem Himmel abhielt. Auch wurden einige Sozialdemokraten verhaftet oder ausgewiesen (die bekanntesten waren Otte Reimer und Hermann Molkenbuhr, die in die USA emigrierten).
Bei den Reichstagswahlen konnten die sozialistischen Kandidaten unter den gegebenen Umständen keinen Erfolg erringen. Erst bei der Reichstagswahl 1890 gelang der Sozialdemokratie eine Trendumkehr: Karl Legien, Karl Frohme und Hermann Molkenbuhr gewannen Reichstagsmandate.
Seit dem Herbst 1890 trägt die Partei den Namen „Sozialdemokratische Partei Deutschlands“. Am 1. und 2. Februar 1891 fand in Neumünster der erste Parteitag der Partei für die Provinz Schleswig-Holstein, das Herzogtum Lauenburg und die Freie Hansestadt Hamburg statt. Erst 1905 trennte sich die Hamburger SPD nach einer Urabstimmung organisatorisch von der SPD Schleswig-Holstein ab.

### Aufstieg und Spaltung
Nach der Wiederzulassung begann ein Aufschwung für die Partei sowohl was die Mitgliederzahlen und die Organisation als auch was die Wahlergebnisse betraf. 1882 wurde die „Schleswig-Holsteinische Volkszeitung“ als Tageszeitung neu aufgelegt und trug dazu bei, die Ideen der SPD zu verbreiten. Bei der Reichstagswahl 1893 erreichte die SPD 37,3 % oder 75.746 Stimmen (und ein Mandat für Adolf von Elm und eines für Karl Frohme), 1898 bereits 81.940 Stimmen und 1903 108.810 Stimmen (und 5 Mandate). Auch der Aufbau der Partei konnte professionalisiert werden: In den größeren Wahlkreisen wurden ab 1906 hauptamtliche Parteisekretäre eingestellt. Im selben Jahr wies der Verband 91 Ortsvereine mit 28.175 Mitgliedern aus. Selbst in der Hottentottenwahl 1906, die für die SPD reichsweit mit Verlusten endete, gewann die SPD in Schleswig-Holstein 3559 Stimmen hinzu (wenn sie auch 3 der 5 Mandate einbüßte). Bei der 1912 schließlich waren es 127.400 Wahlberechtigte, die der SPD die Stimme gaben.
Mit dem Beginn des Ersten Weltkriegs stellte sich auch die Schleswig-Holsteinische SPD auf die Seite der Burgfriedenspolitik. Die innerparteiliche Opposition gegen diese Politik führte auch in Kiel zur Spaltung der Partei. Im März 1917 gründete sich die USPD, der sich 950 SPD-Mitglieder anschlossen. Führende Kräfte waren Lothar Popp, Wilhelm Schweizer und Friedrich Hansen.

### Novemberrevolution und Weimarer Republik
Karl Artelt und Lothar Popp (beide USPD) wurden im November 1918 Führer des Kieler Matrosenaufstandes. Gustav Noske (SPD) wurde zum Vorsitzenden des Soldatenrates gewählt. Dies wurde zum Auslöser der Novemberrevolution, an deren Ende die Weimarer Republik entstand.
Bei der Wahl zur Deutschen Nationalversammlung am 19. Januar 1919 erreichte die SPD in Schleswig-Holstein 370.384 Stimmen und 5 (von 11) Mandaten aus Schleswig-Holstein. Die USPD erhielt lediglich 27.301 Stimmen und konnte kein Mandat erringen.
In dieser Zeit erfolgte eine organisatorische Neustrukturierung der SPD: Der Bezirksparteitag der SPD am 13/14. Juli 1919 verlegte den Sitz des Verbandes von Altona nach Kiel. Aus 22.722 Mitgliedern Anfang 1918 waren 81.899 Mitglieder in 256 Ortsvereinen Ende 1919 geworden. 1924 hatte die SPD 133 Ortsvereine und 55.107 Mitglieder, darunter 11.044 Frauen.

### Deutsche und Dänen
Infolge des Deutsch-Dänischen Krieges und der Angliederung des Herzogtum Schleswigs an das Reich war in Schleswig nach 1864 eine dänische Minderheit entstanden, die in Nordschleswig jedoch eine Mehrheit darstellte. Die Haltung der SPD in dieser Frage war widersprüchlich. So hatte der Parteitag der SPD Schleswig-Holstein in Flensburg 1902 zwar den Paragraphen V des Friedensvertrages (der eine Volksabstimmung vorsah) als „widerrechtlich beseitigt“ bezeichnet und erklärt, dass es bei Stichwahlen in Nordschleswig nicht um die Nationalität des Kandidaten gehe. Dennoch wurden die Wahlen in Nordschleswig immer primär nach der Nationalität des Kandidaten entschieden. Die SPD konnte in Nordschleswig nie gute Wahlergebnisse erringen oder gar Kandidaten durchsetzen. Eine Konferenz der SPD Nordschleswigs am 20. Oktober 1919 in Apenrade forderte von den deutschen SPD-Anhängern eine Ablehnung der Abtrennung und gab die Abstimmung den dänischen Anhängern frei.
Nach der Volksabstimmung und der Abtretung Nordschleswigs an Dänemark am 15. Juni 1920 einigten sich die sozialdemokratischen Parteiführer Otto Wels (für die SPD) und Thorvald Stauning (für die dänischen Sozialdemokraten), dass die Sozialdemokraten auf beiden Seiten der Grenze keine nationalen Minderheitsparteien bilden sollten, sondern der jeweiligen sozialdemokratischen Partei angegliedert werden.

### Weimarer Republik
Die regulären Reichstagswahlen mussten in Schleswig-Holstein wegen der Volksabstimmung verschoben werden. Als sie am 20. Februar 1921 nachgeholt wurden, war die SPD mit vier von elf Mandaten erneut stärkste Kraft. Den 256.227 Stimmen der SPD standen 20.604 der USPD und 40.052 der KPD gegenüber. Auf dem Bezirksparteitag der SPD am 23. Juli 1922 schlossen sich SPD und USPD in Schleswig-Holstein wieder zusammen.
Für die erfolgsverwöhnten Sozialdemokraten waren die folgenden Wahlen enttäuschend. Bei der Reichstagswahl 1924 errangen sie nur noch drei Mandate, bei der Reichspräsidentenwahl 1925 erhielt Paul von Hindenburg eine breite Mehrheit in Schleswig-Holstein. Bei der Wahl zum Provinziallandtag Schleswig-Holstein am 29. November 1925 entschieden sich 19 Prozent der Wähler für die SPD.
Vom 22. bis 27. Mai 1927 tagte im Gewerkschaftshaus (Kiel) der Reichsparteitag der SPD. Die Reichstagswahl 1928 führte zu einem Wahlsieg. 25,5 Prozent der Wähler (was einem Zuwachs von 46.000 Stimmen entsprach) wählten SPD.

### Zeit des Nationalsozialismus
Wie andere protestantischen Gegenden Deutschlands auch wurde Schleswig-Holstein eine Hochburg der Nationalsozialisten. Bei den preußischen Landtagswahlen am 24. April 1932 erreichte die SPD in Schleswig-Holstein 252.929 Stimmen und 5 Mandate. Die NSDAP konnte fast die doppelte Stimmenanzahl (467.474 Stimmen) auf sich vereinigen und 9 Landtagsabgeordnete stellen. Ein weiteres Mandat fiel an die KPD. Die bürgerlichen Parteien waren in der Bedeutungslosigkeit versunken. Das gleiche Bild ergab sich bei der Wahl zum Oldenburger Landtag am 29. März 1932 und in der Reichstagswahl im Juli 1932, bei der die SPD von ihren 265.334 Stimmen der 1930er Wahlen knapp auf 259.491 Stimmen absackte, die Nazis aber von 240.288 auf 506.126 Stimmen anstiegen. Bei der Reichstagswahl im November 1932 büßten die Sozialdemokraten in Schleswig-Holstein 10 % ihrer Stimmen ein. Auch wenn die NSDAP noch mehr verlor, war der Weg in die Diktatur bereitet. Im März 1933 erfolgten letztmals einigermaßen freie Wahlen. Sowohl bei der Wahl zum Reichstag als auch der zum Landtag und zum Provinziallandtag Schleswig-Holstein erreichten die Nationalsozialisten in Schleswig-Holstein absolute Mehrheiten.
Bereits Anfang März wurden führende Sozialdemokraten in Haft genommen. In Schleswig-Holstein wurden beispielsweise Julius Leber, Gerhart Seger, Otto Eggerstedt oder Kurt Pohle verhaftet. Führende Sozialdemokraten gingen nach Dänemark ins Exil. Am 22. Juni wurde die SPD offiziell verboten. Eine Reihe von Gruppen führte die Parteiarbeit im Untergrund fort. Erleichtert wurde dies durch die nahe Grenze. Spätestens ab dem Beginn des Krieges war eine Untergrundarbeit weitgehend unterbunden.

### Neuanfang – Die Rolle der Vertriebenen
Nach dem Zusammenbruch 1945 war der demokratische Neuaufbau in Schleswig-Holstein durch die hohe Zahl an Vertriebenen geprägt. Die Bevölkerungszahl stieg von 1,5 auf 2,7 Millionen. Prozentual nahm kein Land so viele Vertriebene auf wie Schleswig-Holstein. 35 % der Bevölkerung waren nun Vertriebene. Die SPD konnte zunächst hiervon profitieren. Zum einen waren über 2.000 ehemalige sozialdemokratische Funktionäre unter den aufgenommenen Vertriebenen, zum anderen waren die Konflikte zwischen eingesessenen und neuen Mitbürgern im Besitzbürgertum stärker als in der Arbeiterschaft. So erhielt die SPD bei den Landtagswahlen 1947 im Stimmbezirk des Vertriebenenlagers in Kiel mit 53,3 % 10 Prozentpunkte mehr Zustimmung als im Land (43,8 %).
Die Bindung zwischen Vertriebenen und SPD nahm jedoch alsbald ab. Die Vertriebenen galten auf den Kandidatenlisten der SPD als unterrepräsentiert (so waren nur 7 der 43 SPD-Abgeordneten nach den Landtagswahlen am 20. April 1947 Vertriebene). Auch war die politische Einstellung der Vertriebenen durch Antikommunismus geprägt. Die Entwicklung in der SBZ führte dazu, dass die Furcht vor dem Sozialismus weiter stieg.
Mit der Zulassung des BHE verlor die SPD die Unterstützung durch die Vertriebenen.

### Neuanfang – Die Rolle der Besatzungsmacht
Auch wenn die SPD während der Zeit des Nationalsozialismus illegal war, konnte sie dennoch an die Personen und Strukturen der Weimarer Republik anknüpfen. Diese Möglichkeit hatte die CDU nur in wesentlich geringerem Maße. Hinzu kam, dass die CDU nicht auf Strukturen der vormaligen Zentrumspartei zugreifen konnte. Daher ging der Parteiaufbau der Sozialdemokraten viel schneller voran. Im Dezember 1946 hatte die Partei fast 73.000 Mitglieder, während die Christdemokraten nur auf 14.331 kamen.
Auch das Verhalten der britischen Besatzungsmacht (dort war 1945 die Labour Party an die Macht gekommen) trug zum schnellen Aufbau der SPD bei. Die Nichtzulassung von Vertriebenenparteien erlaubte der SPD die Ansprache dieser Wählerschicht. Eine Vielzahl von Bürgermeistern und Landräten wurde aus den Reihen der SPD ernannt. Deutlich wurde die starke Berücksichtigung der SPD-Kandidaten auch bei der Auswahl der Mitglieder des ernannten Landtags. In der ersten Ernennungsperiode stellte die SPD 21, die CDU nur 14 Abgeordnete.
In Kreisen der SPD in Südschleswig gab es in den Jahren nach Kriegsende teilweise Unterstützung für eine Wiedervereinigung des Landesteils mit Dänemark. Nachdem Kurt Schumacher in einer Rede am 7. Juli 1946 in Husum den dänisch-orientierten SPD-Ortsverein in Flensburg ausgeschlossen hatte, firmierte dieser bis 1954 als eigenständige Sozialdemokratische Partei Flensburg (SPF) weiter. Bemühungen eine dänische sozialdemokratische Partei auch über Flensburg hinaus als Sozialdemokratische Partei Südschleswigs (SPS) zu etablieren, scheiterten Anfang 1947 an den britischen Besatzungsbehörden. Die Gründungspläne waren zuvor unter anderem vom damaligen Schleswiger Bürgermeister Hermann Clausen unterstützt worden. Später näherten sich SPD und SPF wieder an und 1954 kam es schließlich zur Wiedervereinigung beider Parteien. Ein Teil der SPF-Mitglieder wechselte auch in den SSW. Im gleichen Zeitraum gründeten sozialdemokratische dänische Südschleswiger im Mai 1954 den Sønderjysk Arbejderforening, der bis heute als sozialdemokratische Vereinigung innerhalb der dänischen Minderheit Bestand hat.
Bei den Kommunalwahlen vom 13. Oktober 1946 hatten die Wähler erstmals die Möglichkeit, ihre Präferenzen zu zeigen. Die SPD wurde mit 41,1 % (und 1.168.863 Stimmen) klar stärkste Kraft, die CDU erreichte aber 37,2 % (1.062.225 Stimmen) und war damit weitaus stärker als im ernannten Landtag. Am 2. Dezember 1946 passte die Besatzungsbehörde daher die Stimmenverteilung im ernannten Landtag an. Die SPD hatte nun 25, die CDU 23 Sitze. Eine Übergangsregierung unter Theodor Steltzer (CDU) und Hermann Lüdemann (SPD) wurde ernannt.
Die SPD stürzte diese Regierung kurz vor der ersten freien Landtagswahl in eine schwere Krise. Anlass war ein Gesetzesentwurf des Ministers Franz Ryba (CDU) zur Einrichtung einer gesonderten Flüchtlingsverwaltung. SPD-Fraktionschef Andreas Gayk sprach von einem „Ermächtigungsgesetz“ und beantragte, dass der Landtag Minister Ryba das Vertrauen entziehen sollte. Dieser Antrag wurde am 28. Februar 1947 im Lübecker Ratssaal mit 39 zu 18 Stimmen angenommen und stürzte die Regierung in eine schwere Krise. CDU-Fraktionschef Carl Schröter kündigte an, die CDU-Minister aus der Regierung zurückzuziehen. In der CDU setzte sich jedoch Theodor Steltzer durch, der eine Fortsetzung der Regierungsarbeit befürwortete. Für die CDU nahm daher Dr. Paul Pagel das Ministeramt anstelle von Franz Ryba wahr.

### Regierungsjahre 1947 bis 1950
Die Landtagswahl in Schleswig-Holstein am 20. April 1947 führte zu einer Alleinregierung der SPD. Dies war weniger die Folge großer Wählerverschiebungen, sondern des Wahlrechtes, das große Parteien bevorzugte. Nach dem Wahlrecht sollten 60 % der Abgeordneten in Wahlkreisen und 40 % über die Landesliste gewählt werden, ohne dass Ausgleichsmandate vergeben wurden. Von den 42 Wahlkreisen gewann die SPD 34, über die Landesliste kamen 9 hinzu, so dass die SPD über eine klare absolute Mehrheit im Landtag verfügte. Auch in Stimmen war die SPD klarer Wahlsieger, hatte aber weit weniger als die Hälfte der Stimmen erhalten. 43,8 % der Stimmen (469.994 Stimmen) reichten nach dem Wahlrecht für 61 % der Mandate aus.
Ministerpräsident wurde Hermann Lüdemann (SPD), der eine SPD-Alleinregierung bildete. Hauptaufgabe der Regierung war die Sicherstellung der Versorgung der Bevölkerung mit Lebensmitteln, Kleidung und Wohnraum. Insbesondere die Wohnungsnot war durch kriegsbedingte Zerstörung und durch Flüchtlinge angewachsene Bevölkerung gravierend. Es fehlten 300.000 Wohnungen, von denen in der Regierungszeit der SPD 35.000 gebaut wurden. Der Landtag nahm gegen die Stimmen der CDU am 6. September 1947 ein „Gesetz zur Überführung der Grundindustrie in Gemeineigentum“ an. Diesem Gesetz verweigerte die Besatzungsbehörde ihre Zustimmung. Die Verfassung (Landessatzung für Schleswig-Holstein) vom 13. Dezember 1949 wurde maßgeblich durch die SPD bestimmt. Die SPD initiierte eine Bodenreform und führte die sechsjährige Grundschule ein.
Bei der Wahl zum ersten Bundestag am 14. August 1949 erreichte die SPD in Schleswig-Holstein mit 29,6 % der Stimmen nur noch Platz 2 hinter der CDU, die in Schleswig-Holstein 30,7 % erreichte. Die SPD reagierte auf diese Wahlniederlage durch den Wechsel von Hermann Lüdemann zu Bruno Diekmann im Amt des Ministerpräsidenten. Vom 29. August 1949 bis zum 5. September 1950 regierte das Kabinett Diekmann.

### 38 Jahre Opposition
Bei der Landtagswahl in Schleswig-Holstein am 9. Juli 1950 fiel die SPD mit 27,5 Prozent sogar noch hinter das Ergebnis der Bundestagswahl zurück. Gewinner war aber nicht die CDU, sondern der erstmals auftretende BHE, der aus dem Stand 23,4 Prozent erreicht und 15 Mandate gewinnen konnte. Es wurde eine Regierung aus CDU, FDP, DP und BHE gebildet. Diese machte die Bodenreform und die Grundschulverlängerung rückgängig und betrieb eine liberale Wirtschaftspolitik. Bei der Landtagswahl in Schleswig-Holstein 1954 wurde die SPD mit 32,2 Prozent der Stimmen stärkste Partei, die bürgerliche Koalition wurde aber im Amt bestätigt. Auch bei der Landtagswahl in Schleswig-Holstein 1958 legte die SPD auf 35,9 Prozent zu. Wahlgewinner war jedoch die CDU, die 44,9 Prozent auf sich vereinigen konnte. Nicht anders sah es 1962 aus: Die SPD verbesserte sich auf 39,2 % und verblieb weiter in der Opposition. Noch fast 20 Jahre verharrte die SPD auf diesem Niveau und in der Oppositionsrolle. Bekanntester SPD-Politiker dieser Zeit war der zum linken Flügel der Partei gehörende Landesvorsitzende Jochen Steffen.

### Barschelaffäre und Übernahme der Regierungsverantwortung
Die Barschel-Affäre 1987 ebnete der SPD den Weg zurück zur Macht. Reiner Pfeiffer hatte im Landtagswahlkampf 1987 mit unsauberen Methoden Wahlkampf für die CDU betrieben. Dies wurde am Tag nach der Wahl als Titelgeschichte in „Der Spiegel“ berichtet, der bereits am Tag vor der Wahl Auszüge veröffentlichte. In der Folge ergab sich ein Patt im Landtag. Nach der Wahl kam es zu Untersuchungen. Nach dem Rücktritt Uwe Barschels am 2. Oktober 1987 setzte der Landtag einen Untersuchungsausschuss ein, der die Vorwürfe gegen Barschel aufklären sollte. Auf Grund der Erkenntnisse über die Machenschaften Barschels, der in der Nacht vom 10. zum 11. Oktober unter bis heute ungeklärten Umständen in Genf ums Leben kam, weigerte sich der SSW-Abgeordnete Karl-Otto Meyer, einem CDU-Kandidaten für das Ministerpräsidentenamt seine Stimme zu geben. Infolgedessen blieb es bei der Pattsituation, die letztendlich zu Neuwahlen führte.
Die vorgezogene Landtagswahl 1988 brachte der SPD einen Stimmenanteil in Höhe von 54,8 Prozent und eine absolute Mehrheit. Björn Engholm (SPD) wurde Ministerpräsident. Engholm konnte auch die Landtagswahl 1992 mit absoluter Mehrheit und 46,2 Prozent der Stimmen gewinnen.

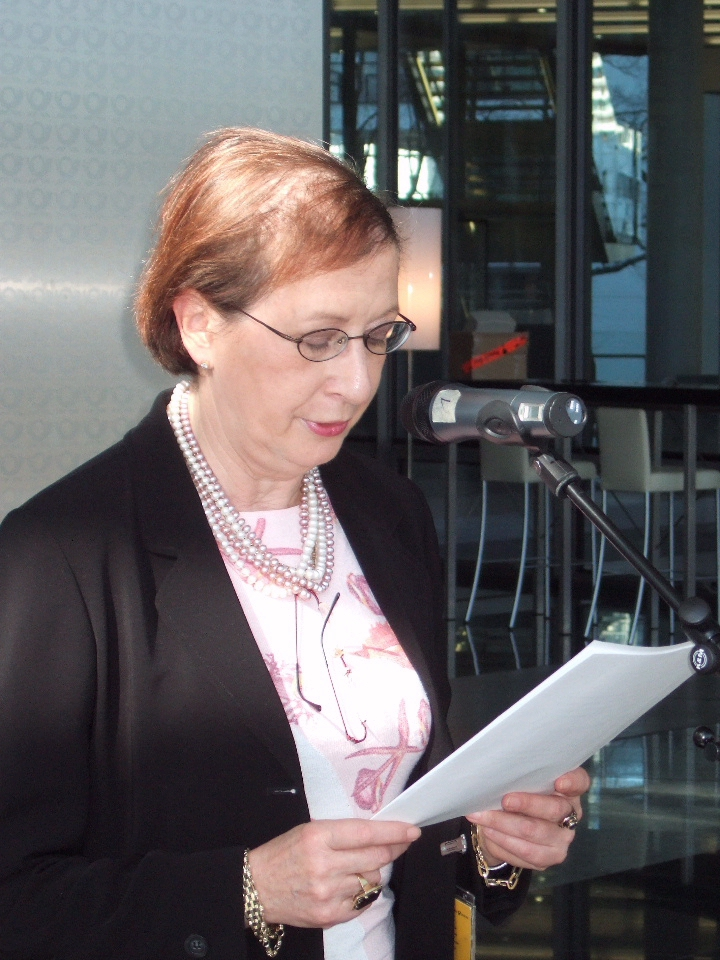
Heide Simonis, 2007

1993 wurde bekannt, dass Sozialminister Günther Jansen (SPD) 50.000 DM in bar an Reiner Pfeiffer, den Mann, der die Barschel-Affäre 1987 publik gemacht hatte, gezahlt hatte.
Es wurde ein zweiter Untersuchungsausschuss gebildet, der sich erneut mit den Vorgängen um Uwe Barschel und die damit zusammenhängende Rolle der SPD beschäftigen sollte. Die Vorgänge des Jahres 1993 wurden als Schubladenaffäre bekannt.
Infolge der Erkenntnisse des Ausschusses erklärte auch Ministerpräsident Björn Engholm seinen Rücktritt. Heide Simonis (SPD) wurde seine Nachfolgerin. Sie war damit die erste Frau an der Spitze eines Bundeslandes überhaupt.
1996 verlor die SPD ihre absolute Mehrheit, blieb jedoch mit 39,8 Prozent der Stimmen stärkste Kraft im Landtag. Sie bildete mit Bündnis 90/Die Grünen eine Rot-Grüne Koalition, die auch bei der Landtagswahl 2000 bestätigt wurde.

### Landtagswahl 2005 und die Folgen

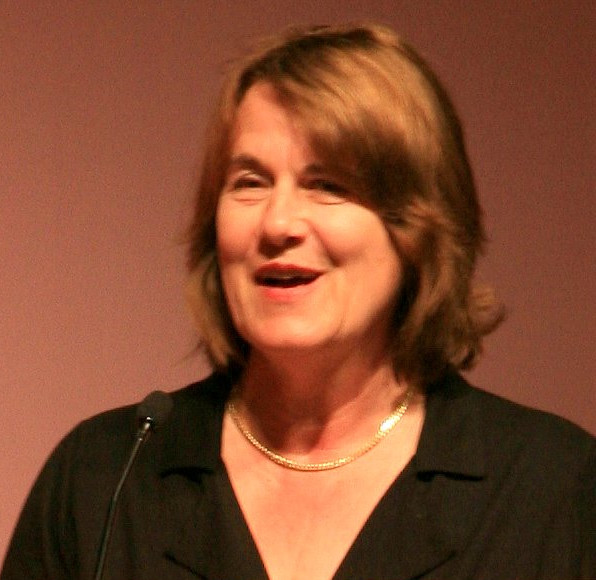
Ute Erdsiek-Rave, 2009

Die Landtagswahl vom 20. Februar 2005 brachte ein unklares Ergebnis. Die SPD lag ein Mandat hinter der CDU, so dass Rot-Grün die Mehrheit im Landtag verlor. Rechnerisch war eine vom SSW tolerierte rot-grüne Minderheitsregierung oder eine Große Koalition mit der SPD als Juniorpartner möglich. Heide Simonis entschied sich für die Minderheitsregierung („Dänenampel“), da sie ansonsten das Amt der Ministerpräsidentin hätte aufgeben müssen.
In der Landtagssitzung vom 17. März 2005 verweigerte ein bis heute unbekannt gebliebenes Landtagsmitglied der geplanten Regierung Simonis in vier abgehaltenen Wahlgängen die Stimme, so dass Simonis letztendlich auf eine Wiederwahl verzichtete und die SPD sich entschied, mit der CDU eine Koalition zu bilden.
In dieser großen Koalition unter Peter Harry Carstensen (CDU) wurde Ute Erdsiek-Rave stellvertretende Ministerpräsidentin, zugleich blieb sie Bildungsministerin. Die Koalitionsarbeit wurde durch dauernde Konflikte zwischen Carstensen und Innenminister Ralf Stegner (SPD) geprägt. 2008 musste Stegner als Innenminister zurücktreten und wurde Fraktionsvorsitzender der SPD im Landtag. Die Konflikte blieben aber bestehen und führten im Juli 2009 zum Bruch der großen Koalition. Die vorgezogene Landtagswahl in Schleswig-Holstein 2009, die am Tag der Bundestagswahl 2009 durchgeführt wurde, führte mit 25,4 Prozent der abgegebenen Stimmen zum zweitschlechtesten Ergebnis der Parteigeschichte seit dem Zweiten Weltkrieg. Mit knapper Mehrheit wurde eine christlich-liberale Koalition (Kabinett Carstensen II) gebildet.
Das Landesverfassungsgericht stellte die Verfassungswidrigkeit des Landeswahlgesetzes wegen ungleicher Stimmengewichtung und der Möglichkeit der deutlichen Überschreitung der verfassungsrechtlich normierten Höchstzahl an Abgeordneten fest. Es ordnete Neuwahlen bis spätestens 2012 an.

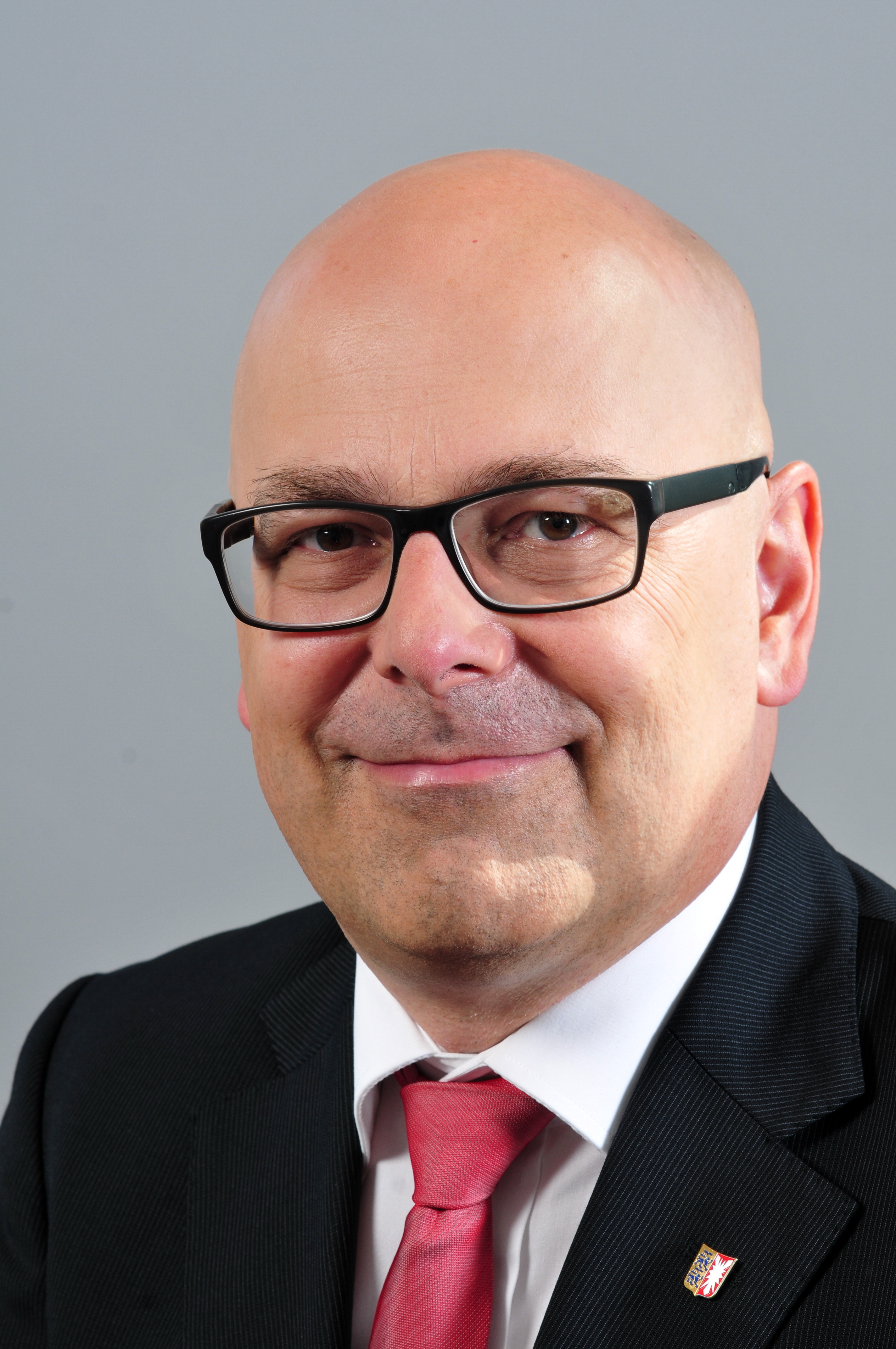
Torsten Albig

Bereits am 26. Februar 2011 wurde Torsten Albig, der Oberbürgermeister von Kiel, in einem Mitgliederentscheid zum Spitzenkandidaten gewählt, nachdem mit den Mitbewerbern Übereinstimmung darüber bestand, das Ergebnis des Mitgliederentscheides anzuerkennen. Landes- und Fraktionsvorsitzender Stegner erhielt nur 32,15 Prozent der Stimmen. Bei der vorgezogenen Landtagswahl in Schleswig-Holstein 2012 konnte die SPD zulegen und landete nur knapp hinter der CDU. Schließlich wurde unter der Führung der SPD eine Landesregierung mit Grünen und SSW gebildet (Kabinett Albig). Bei der folgenden Landtagswahl in Schleswig-Holstein 2017 musste die SPD mit Ministerpräsident Albig Verluste hinnehmen und landete erneut auf dem zweiten Platz hinter der CDU. Deren Spitzenkandidat Daniel Günther wurde schließlich zum Ministerpräsidenten einer Jamaika-Koalition gewählt (Kabinett Günther I). Bei der Landtagswahl in Schleswig-Holstein 2022 verlor die SPD mit Spitzenkandidat Thomas Losse-Müller im Vergleich zur Landtagswahl 2017 11,3 Prozentpunkte und musste erneut den Gang in die Opposition antreten.

## Ergebnisse bei den Landtagswahlen
| Landtagswahlergebnisse | Landtagswahlergebnisse | Landtagswahlergebnisse | Landtagswahlergebnisse |
| Jahr                   | Spitzenkandidat/in     | Stimmen                | Sitze                  |
| ---------------------- | ---------------------- | ---------------------- | ---------------------- |
| 1947                   | Hermann Lüdemann       | 43,8 %                 | 43                     |
| 1950                   | Bruno Diekmann         | 27,5 %                 | 19                     |
| 1954                   | Wilhelm Käber          | 33,2 %                 | 25                     |
| 1958                   | Wilhelm Käber          | 35,9 %                 | 26                     |
| 1962                   | Wilhelm Käber          | 39,2 %                 | 29                     |
| 1967                   | Jochen Steffen         | 39,4 %                 | 30                     |
| 1971                   | Jochen Steffen         | 41,0 %                 | 32                     |
| 1975                   | Klaus Matthiesen       | 40,1 %                 | 30                     |
| 1979                   | Klaus Matthiesen       | 41,7 %                 | 31                     |
| 1983                   | Björn Engholm          | 43,7 %                 | 34                     |
| 1987                   | Björn Engholm          | 45,2 %                 | 36                     |
| 1988                   | Björn Engholm          | 54,8 %                 | 46                     |
| 1992                   | Björn Engholm          | 46,2 %                 | 45                     |
| 1996                   | Heide Simonis          | 39,8 %                 | 33                     |
| 2000                   | Heide Simonis          | 43,1 %                 | 41                     |
| 2005                   | Heide Simonis          | 38,7 %                 | 29                     |
| 2009                   | Ralf Stegner           | 25,4 %                 | 25                     |
| 2012                   | Torsten Albig          | 30,4 %                 | 22                     |
| 2017                   | Torsten Albig          | 27,2 %                 | 21                     |
| 2022                   | Thomas Losse-Müller    | 16,0 %                 | 12                     |

## Personen

### Parteivorstand
| Amt                        | Name                  |
| -------------------------- | --------------------- |
| Landesvorsitzende          | Serpil Midyatli       |
| Stv. Landesvorsitzender    | Ulf Kämpfer           |
| Schatzmeister              | Stefan Bolln          |
| Beisitzer                  | Bengt Bergt           |
| Beisitzerin                | Delara Burkhardt      |
| Beisitzer                  | Enrico Kreft          |
| Beisitzerin                | Inken Kuhn            |
| Beisitzer                  | Oliver Schmidt-Gutzat |
| Beisitzerin                | Christina Schubert    |
| Beisitzer                  | Kianusch Stender      |
| Gleichstellungsbeauftragte | Simone Lange          |

### Kreisverbände
| Kreisverband          | Vorsitzende                             |
| --------------------- | --------------------------------------- |
| Dithmarschen          | Martina Claussen                        |
| Flensburg             | Kianusch Stender                        |
| Herzogtum Lauenburg   | Cira Ahmad, Hinnerk Bruhn               |
| Kiel                  | Bianca Wöller, Enrico Tokar             |
| Lübeck                | Tim Klüssendorf, Sandra Odendahl        |
| Neumünster            | Kirsten Eickhoff-Weber                  |
| Nordfriesland         | Lea-Charline Laqua, Marc Timmer         |
| Ostholstein           | Niclas Dürbrook, Gabriele Freitag-Ehler |
| Pinneberg             | Thomas Hölck                            |
| Plön                  | Nazan Komral                            |
| Rendsburg-Eckernförde | Felix Wilsberg                          |
| Schleswig-Flensburg   | Franziska Brzezicha                     |
| Segeberg              | Katrin Fedrowitz                        |
| Steinburg             | Lothar Schramm                          |
| Stormarn              | Marion Meyer, Rene Wendland             |

### Jusos Schleswig-Holstein
| Amt                     | Name           |
| ----------------------- | -------------- |
| Vorsitzende             | Imke Grützmann |
| Vorsitzender            | Jannis Schatte |
| Stv. Landesvorsitzende  | Lena Springer  |
| Stv. Landesvorsitzende  | Luana Marsau   |
| Stv. Landesvorsitzender | Kevin Fink     |
| Stv. Landesvorsitzender | Max Hemming    |
| Stv. Landesvorsitzender | Fabian Vehlies |
| Kooptiert               | Amelie Ohff    |

| Kreisverband          | Vorsitzende                               |
| --------------------- | ----------------------------------------- |
| Dithmarschen          | Luana Marsau                              |
| Flensburg             | Tamara Neitzel                            |
| Herzogtum Lauenburg   | Florian Falkenberg                        |
| Kiel                  | Jasmin Holletzek, Ole-Christopher Richter |
| Lübeck                | Markus Ameln                              |
| Neumünster            | Yaren T. Özgür, Lasse Zöllner             |
| Nordfriesland         | Thilo Rackow                              |
| Ostholstein           | Lea Weinberger                            |
| Pinneberg             | Eylem Özdemir, Maximilian Hemming         |
| Plön                  | Aylin Hoesch                              |
| Rendsburg-Eckernförde | Carl Vollmers                             |
| Schleswig-Flensburg   | Lukas Koch, Shomoch Alosch                |
| Segeberg              | Jan O. Notzeblum                          |
| Steinburg             | Carola Stahmann                           |
| Stormarn              | Pia Dietz, Aaron Bedey                    |

### Parteivorsitzende
| Zeitraum  | Vorsitzender      |
| --------- | ----------------- |
| 1945–1946 | Theodor Werner    |
| 1946–1947 | Wilhelm Kuklinski |
| 1947–1948 | Heinrich Fischer  |
| 1948–1954 | Andreas Gayk      |
| 1955–1965 | Walter Damm       |
| 1965–1975 | Jochen Steffen    |
| 1975–1987 | Günther Jansen    |
| 1987–1991 | Gerd Walter       |
| 1991–1999 | Willi Piecyk      |
| 1999–2003 | Franz Thönnes     |
| 2003–2007 | Claus Möller      |
| 2007–2019 | Ralf Stegner      |
| seit 2019 | Serpil Midyatli   |

### Fraktionsvorsitzende
| Zeitraum                             | Vorsitzender        |
| ------------------------------------ | ------------------- |
| 11. April 1946 bis 10. Oktober 1950  | Andreas Gayk        |
| 10. Oktober 1950 bis 2. Oktober 1953 | Bruno Diekmann      |
| 3. Oktober 1953 bis 18. Oktober 1966 | Wilhelm Käber       |
| 18. Oktober 1966 bis 3. Mai 1973     | Joachim Steffen     |
| 3. Mai 1973 bis 12. April 1983       | Klaus Matthiesen    |
| 12. April 1983 bis 31. Mai 1988      | Björn Engholm       |
| 31. Mai 1988 bis 23. April 1996      | Gert Börnsen        |
| 23. April 1996 bis 3. November 1998  | Ute Erdsiek-Rave    |
| 3. November 1998 bis 15. Januar 2008 | Lothar Hay          |
| 15. Januar 2008 bis 30. Juni 2021    | Ralf Stegner        |
| 1. Juli 2021 bis 18. Mai 2022        | Serpil Midyatli     |
| 18. Mai 2022 bis 12. Dezember 2023   | Thomas Losse-Müller |
| seit 12. Dezember 2023               | Serpil Midyatli     |

### Fraktion
Der SPD-Landtagsfraktion gehören seit der Landtagswahl am 8. Mai 2022 12 Abgeordnete an. Fraktionsvorsitzende ist Serpil Midyatli.

### Kabinette mit SPD-Beteiligung
- Kabinett Steltzer I (CDU-geführt)
- Kabinett Steltzer II (CDU-geführt)
- Kabinett Lüdemann
- Kabinett Diekmann
- Kabinett Engholm I
- Kabinett Engholm II
- Kabinett Simonis I
- Kabinett Simonis II
- Kabinett Simonis III
- Kabinett Carstensen I (CDU-geführt)
- Kabinett Albig

### Weitere Personen
- Hans-Peter Bartels
- Horst Günter Bülck
- Klaus Buß
- Uwe Döring
- Rolf Fischer
- Ingrid Franzen
- Wilhelm Kuklinski
- Leonhard Langmann
- Claus Möller
- Heide Moser
- Sönke Rix
- Bernd Rohwer
- Heide Simonis
- Peer Steinbrück
- Marianne Tidick
- Gitta Trauernicht
- Gerd Walter
- Hans Wiesen